# 芭蕾平底鞋

芭蕾平底鞋

芭蕾平底鞋是一款日常女鞋，這款女鞋類似且靈感來自芭蕾舞者穿的芭蕾軟鞋。芭蕾平底鞋通常沒有鞋跟或僅有低跟，有時這些鞋子的低幫處周圍會有緞帶做裝飾，鞋頭部分可能會有些內縮並帶有裝飾性的綁帶，而一些此類平底鞋可藉由調整綁帶好讓鞋子變得更合腳。
芭蕾平底鞋在各年齡層的女性間都大受歡迎，這類的鞋子有時會成為流行趨勢，更在日常服及正式服裝上，被視為高跟鞋較為舒適的替代品，多數可跟高跟鞋搭配的服裝，包括牛仔褲、短褲、裙子、洋裝跟褲襪等都可跟芭蕾平底鞋搭配。許多但不是所有的學校都允許學生穿制服時穿芭蕾平底鞋；許多學校的樂隊更是要求在舞台上表演時要穿著黑色的芭蕾平底鞋。
一些人會以平底船鞋等不同的名稱稱呼此種鞋子；此外一些人也將之設計為戶外鞋，並在設計上使用各種不同的材料和橡膠鞋底。

## 歷史
芭蕾平底鞋的雛型至少在十六世紀時就已出現，當時男性穿著類似的鞋子，而這種鞋子又稱為Pompes。在中世紀時男性跟女性都穿著芭蕾平底鞋，且芭蕾平底鞋直到十七至十八世紀因為凯瑟琳·德·美第奇要求鞋匠在她的婚鞋上加上五公分高的鞋跟而使得高跟鞋成為潮流前都一直是時尚的一部分；然而之後因為瑪麗·安東妮上斷頭台時穿著高跟鞋之故，高跟鞋快速退流行，因此涼鞋、靴子跟平底鞋等實用款的鞋子成為十九世紀的主要潮流。
美國設計師克萊爾·麥卡德爾曾委託鞋匠薩爾瓦托雷·卡貝吉歐設計一款使用橡膠鞋底、鞋面材質符合她的設計的平底鞋，之後這款平底鞋迅速爆紅，並開啟了現代芭蕾平底鞋的先河，這款平底鞋並在1953年四月在一場於比佛利山弗蘭克·波爾斯的藝廊舉行的、對麥卡德爾二十年來設計的服裝的展覽上獲得展出。
在1947年，蘿絲·瑞別多親手為她的舞蹈家與編舞家兒子羅蘭·佩蒂親手縫製了一雙芭蕾平底鞋，之後因為碧姬·芭杜穿了一雙Repetto牌的平底鞋之故，芭蕾平底鞋變得非常流行且再次成為潮流的一部分。另外1957年，奥黛丽·赫本在《甜姐兒》這部電影中穿著芭蕾平底鞋與煙管褲的形象，也帶動了一波芭蕾平底鞋的流行。

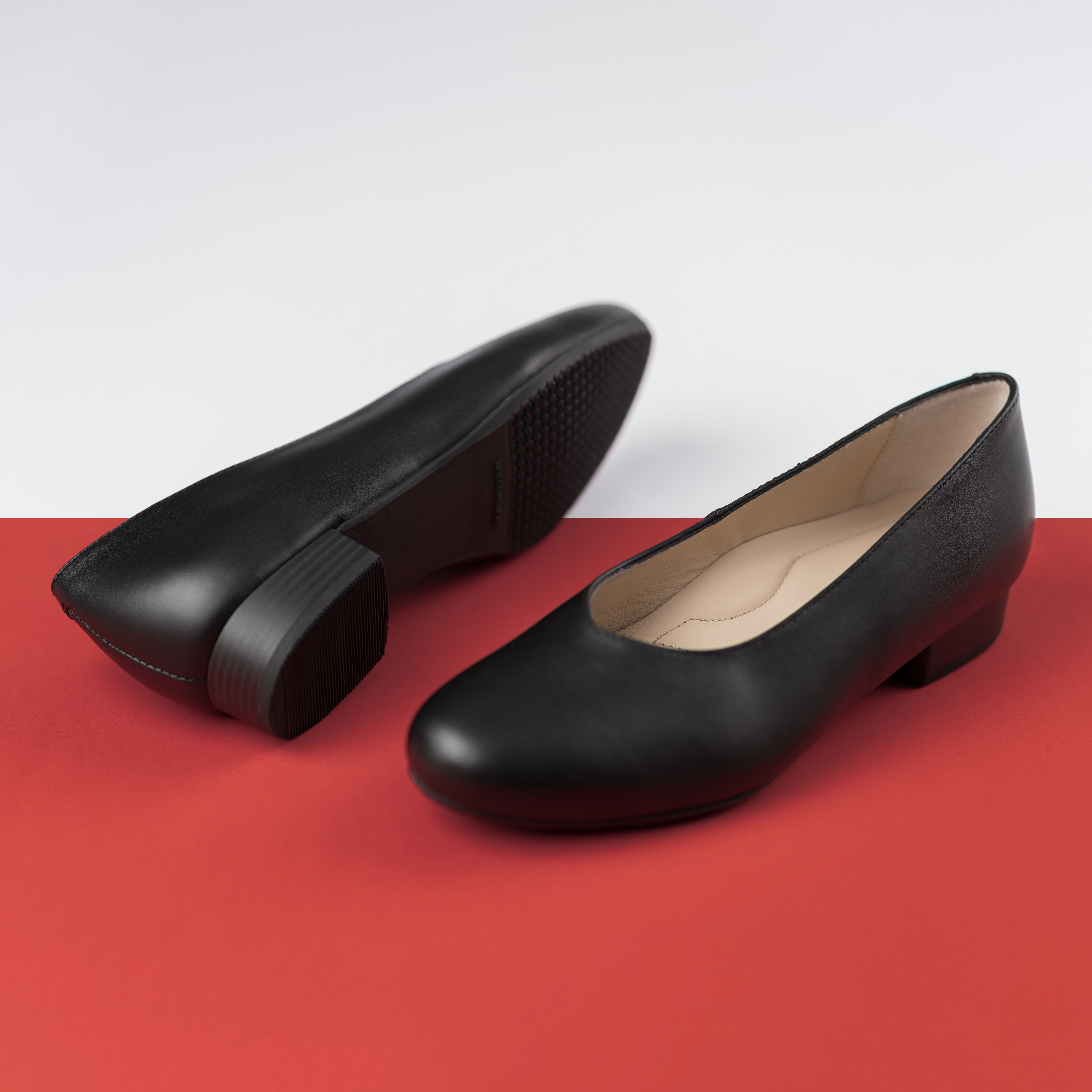

### 引文出處
1. ↑  Sourcing, 11 21 2015 | Fashion Fabric. . StartUp FASHION. 2015-11-21  [2019-07-29]. （原始内容存档于2023-06-04） （美国英语）.
2. ↑  Stimpert, Desiree. . LiveAbout.   [2019-07-29]. （原始内容存档于2021-07-24） （英语）.
3. ↑  . JCPenney. 2019-07-29  [2019-07-29]. （原始内容存档于2023-01-01）.
4. ↑  . www.newhartmusic.com.   [2019-07-29]. （原始内容存档于2023-03-21）.
5. ↑  . HILLCREST Middle School.   [2019-07-29]. （原始内容存档于2022-01-17）.
6. ↑  Program, Stevenson Instrumental Music. . www.stevensonbands.org.   [2019-07-29]. （原始内容存档于2019-07-30） （英语）.
7. ↑  . Weddington Middle School Band.   [2019-07-29]. （原始内容存档于2023-01-01）.
8. ↑  White, Constance C. R. (1998-11-17). "Celebrating Claire McCardell". The New York Times. ISSN 0362-4331. Retrieved 2016-07-06.
9. ↑  Yohannan, Kohle. . Harry N. Abrams. 1998-10-15. ISBN 9780810943759 （英语）.
10. ↑  Marcus, Stanley. . University of North Texas Press. 2001-01-01. ISBN 9781574411393 （英语）.
11. ↑  Casa Couture. "The History of the Ballet Flat" （页面存档备份，存于）. casacouture.co. December 2012. November 2016.

### 相關書目
- N. Rexford. Women's Shoes in America, 1875–1930. Kent, OH: Kent State University, 2000. pp. 65
- P. McGinnis. Biomechanics of Sports and Exercise, 2nd ed. Champaign, IL: Human Kinetics, 2005. pp. 139.
- Thompson and R.T. Floyd. Manual of Structural Kinesiology. New York: McGraw-Hill, 2004. pp. 232.

## 延伸閱讀
- W. Rossi: Why Shoes Make 'Normal' Gait Impossible （页面存档备份，存于） Podiatry Magagement, March 1999: pp 50–61. Unshod.org. 25, Oct. 2006.